# Камбаламе
Камбала́ме (англ. Kambalame) — традиційна громада у складі дистрикту Саліма Центрального регіону Малаві.
Населення — 22354 особи (2018).